# Cung điện Schaffgotsch ở Cieplice

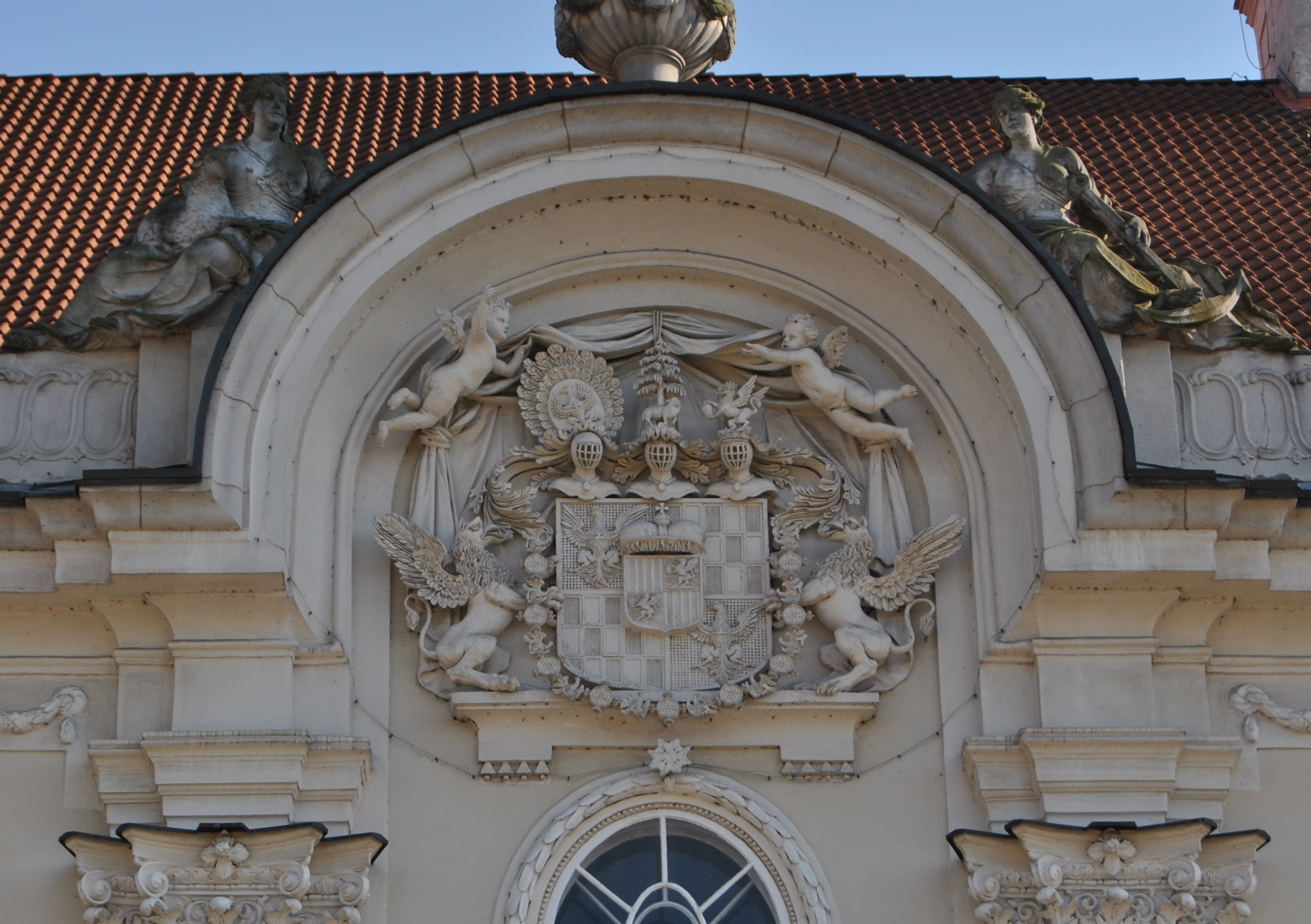
Phần tường được trang trí

Cung điện Schaffgotsch ở Cieplice (tiếng Ba Lan: Pałac Schaffgotschów w Cieplicach) là một cung điện hoành tráng với mặt tiền dài 81 mét, tọa lạc ở số 27 Quảng trường Piastowski, thuộc thị trấn Jelenia Góra, tỉnh Dolnośląskie, Ba Lan.

## Lịch sử
Trong giai đoạn 1784-1809, cung điện được Công tước Johann Nepomucen Schaffgotsch xây dựng trên một khu đất rộng lớn (khu đất này trước đây là một trang viên thời Phục hưng). Dự án công trình kiến trúc này do Johann Georg Rudolf chịu trách nhiệm thiết kế. Việc trang trí mặt tiền cung điện được Augustin Wagner và thợ đá Johann Pausenberger đảm nhiệm. Họa sĩ Anton Paetz và nghệ sĩ Johan Joseph Echtler phụ trách phần thiết kế nội thất trong cung điện.
Trong giai đoạn 1865-1866 và 1949-1951, cung điện cùng nội thất được tân trang lại. Từ năm 1975, một chi nhánh của Đại học Bách khoa Wrocław đặt trụ sở tại đây.

## Kiến trúc
Cung điện Schaffgotsch được xây bằng gạch, có 3 tầng với một mặt tiền hoành tráng hướng ra quảng trường. Trong một số phòng tại tầng một, các đồ nội thất đầy cổ điển (như sàn nhà, tấm phủ tường, hay tấm ốp) vẫn còn được bảo tồn. Ngoài ra, còn có một số bức tường và trần nhà được trang trí phong phú với vữa, huy hiệu, đèn chùm pha lê và các tấm gương. Trên một số huy hiệu còn xuất hiện hình ảnh của các vị thần cổ đại.